# Antinoria
Antinoria là một chi thực vật có hoa trong họ Hòa thảo (Poaceae).

## Loài
Chi Antinoria gồm các loài: